# Vuelta a la Comunidad de Madrid 2018
La 31.ª edición de la Vuelta a la Comunidad de Madrid se celebró en España entre el 4 y el 6 de mayo de 2018 con inicio en la ciudad de Manzanares el Real y final en Madrid. El recorrido consistió de un total de 3 etapas sobre una distancia total de 409,9 km.
La prueba hizo parte del UCI Europe Tour 2018 dentro de la categoría 2.1 y fue ganada por el ciclista portugués Edgar Pinto del equipo Vito-Feirense-BlackJack. El podio lo completaron el ciclista colombiano Fabio Duarte del equipo Manzana Postobón y el ciclista ecuatoriano Medellín

## Equipos participantes
Tomaron parte en la carrera 17 equipos: 1 de categoría UCI WorldTeam; 4 de categoría Profesional Continental; y 12 de categoría Continental. Formando así un pelotón de 115 ciclistas de los que terminaron 97. Los equipos participantes fueron:
| WorldTeam- Movistar Team Equipos continentales profesionales (4)- Manzana Postobón - Burgos-BH - Caja Rural-Seguros RGA - Euskadi Basque Country-Murias Equipos continentales (12)- Medellín-Éxito - Coldeportes Zenú - Aviludo-Louletano - Efapel - Inteja Dominican Cycling Team - Lokosphinx - Miranda-Mortágua - RP-Boavista - Fundación Euskadi - Team Ukyo - Vito-Feirense-BlackJack - W52-FC Porto |
| |

## Recorrido
La Vuelta a la Comunidad de Madrid dispuso de 3 etapas con un recorrido total de 409,9 km.
| Etapa     | Fecha     | Recorrido                               | type                   | Distancia (km) | Ganador              | Líder        |
| --------- | --------- | --------------------------------------- | ---------------------- | -------------- | -------------------- | ------------ |
| 1.ª etapa | 8 de may  | Manzanares el Real – Manzanares el Real | etapa de media montaña | 175,4          | Edgar Pinto          | Edgar Pinto  |
| 2.ª etapa | 9 de may  | Alcobendas – San Sebastián de los Reyes | etapa de media montaña | 134,5          | Nelson Soto Martínez | Fabio Duarte |
| 3.ª etapa | 10 de may | Madrid – Madrid                         | etapa llana            | 100            | Carlos Barbero       | Edgar Pinto  |

## Desarrollo de la carrera

### 1.ª etapa
| Manzanares el Real - Manzanares el Real | etapa de media montaña | (175,4 km) |

| \| Clasificación de la etapa \| Clasificación de la etapa \| Clasificación de la etapa \| Clasificación de la etapa \| Clasificación de la etapa \| \| Ciclista \| Ciclista \| Equipo \| Tiempo \| \| \| ------------------------- \| ------------------------- \| ------------------------- \| ------------------------- \| ------------------------- \| \| 1.º \| Edgar Pinto \| Vito-Feirense-BlackJack \| 4 h 08 min 16 s \| \| \| 2.º \| Jonathan Caicedo \| Medellín \| + 0 s \| \| \| 3.º \| Xuban Errazkin \| Vito-Feirense-BlackJack \| + 0 s \| \| \| 4.º \| Alexandr Yevtushenko \| Lokosphinx \| + 0 s \| \| \| 5.º \| Jaime Rosón \| Movistar Team \| + 0 s \| \| \| 6.º \| Fabio Duarte \| Manzana Postobón \| + 0 s \| \| \| 7.º \| Gustavo César Veloso \| W52-FC Porto \| + 0 s \| \| \| 8.º \| Pablo Torres \| Burgos-BH \| + 0 s \| \| \| 9.º \| Henrique Casimiro \| Efapel \| + 0 s \| \| \| 10.º \| Mikel Iturria \| Euskadi-Murias \| + 0 s \| \| |                      |                         |                 |
| |                      |                         |                 |
| |                      |                         |                 |
| Clasificación de la etapa |                      |                         |                 |
| Ciclista | Ciclista             | Equipo                  | Tiempo          |
| 1.º | Edgar Pinto          | Vito-Feirense-BlackJack | 4 h 08 min 16 s |
| 2.º | Jonathan Caicedo     | Medellín                | + 0 s           |
| 3.º | Xuban Errazkin       | Vito-Feirense-BlackJack | + 0 s           |
| 4.º | Alexandr Yevtushenko | Lokosphinx              | + 0 s           |
| 5.º | Jaime Rosón          | Movistar Team           | + 0 s           |
| 6.º | Fabio Duarte         | Manzana Postobón        | + 0 s           |
| 7.º | Gustavo César Veloso | W52-FC Porto            | + 0 s           |
| 8.º | Pablo Torres         | Burgos-BH               | + 0 s           |
| 9.º | Henrique Casimiro    | Efapel                  | + 0 s           |
| 10.º | Mikel Iturria        | Euskadi-Murias          | + 0 s           |

| \| Clasificación general \| Clasificación general \| Clasificación general \| Clasificación general \| Clasificación general \| \| Ciclista \| Ciclista \| Equipo \| Tiempo \| \| \| --------------------- \| --------------------- \| ----------------------- \| --------------------- \| --------------------- \| \| 1.º \| Edgar Pinto \| Vito-Feirense-BlackJack \| 4 h 08 min 16 s \| \| \| 2.º \| Jonathan Caicedo \| Medellín \| + 0 s \| \| \| 3.º \| Xuban Errazkin \| Vito-Feirense-BlackJack \| + 0 s \| \| \| 4.º \| Alexandr Yevtushenko \| Lokosphinx \| + 0 s \| \| \| 5.º \| Jaime Rosón \| Movistar Team \| + 0 s \| \| \| 6.º \| Fabio Duarte \| Manzana Postobón \| + 0 s \| \| \| 7.º \| Gustavo César Veloso \| W52-FC Porto \| + 0 s \| \| \| 8.º \| Pablo Torres \| Burgos-BH \| + 0 s \| \| \| 9.º \| Henrique Casimiro \| Efapel \| + 0 s \| \| \| 10.º \| Mikel Iturria \| Euskadi-Murias \| + 0 s \| \| |                      |                         |                 |
| |                      |                         |                 |
| |                      |                         |                 |
| Clasificación general |                      |                         |                 |
| Ciclista | Ciclista             | Equipo                  | Tiempo          |
| 1.º | Edgar Pinto          | Vito-Feirense-BlackJack | 4 h 08 min 16 s |
| 2.º | Jonathan Caicedo     | Medellín                | + 0 s           |
| 3.º | Xuban Errazkin       | Vito-Feirense-BlackJack | + 0 s           |
| 4.º | Alexandr Yevtushenko | Lokosphinx              | + 0 s           |
| 5.º | Jaime Rosón          | Movistar Team           | + 0 s           |
| 6.º | Fabio Duarte         | Manzana Postobón        | + 0 s           |
| 7.º | Gustavo César Veloso | W52-FC Porto            | + 0 s           |
| 8.º | Pablo Torres         | Burgos-BH               | + 0 s           |
| 9.º | Henrique Casimiro    | Efapel                  | + 0 s           |
| 10.º | Mikel Iturria        | Euskadi-Murias          | + 0 s           |

### 2.ª etapa
| Alcobendas - San Sebastián de los Reyes | etapa de media montaña | (134,5 km) |

| \| Clasificación de la etapa \| Clasificación de la etapa \| Clasificación de la etapa \| Clasificación de la etapa \| Clasificación de la etapa \| \| Ciclista \| Ciclista \| Equipo \| Tiempo \| \| \| ------------------------- \| ------------------------- \| ------------------------- \| ------------------------- \| ------------------------- \| \| 1.º \| Nelson Soto Martínez \| Caja Rural-Seguros RGA \| 3 h 01 min 46 s \| \| \| 2.º \| Carlos Barbero \| Movistar Team \| + 0 s \| \| \| 3.º \| Enrique Sanz \| Euskadi-Murias \| + 0 s \| \| \| 4.º \| Domingos Gonçalves \| Rádio Popular-Boavista \| + 0 s \| \| \| 5.º \| Alexander Vdovin \| Lokosphinx \| + 0 s \| \| \| 6.º \| Fabio Duarte \| Manzana Postobón \| + 0 s \| \| \| 7.º \| Egoitz Fernández \| Team Ukyo \| + 0 s \| \| \| 8.º \| Rafael Silva \| Efapel \| + 0 s \| \| \| 9.º \| Luís Mendonça \| Aviludo-Louletano-Uli \| + 0 s \| \| \| 10.º \| Jetse Bol \| Manzana Postobón \| + 0 s \| \| |                      |                        |                 |
| |                      |                        |                 |
| |                      |                        |                 |
| Clasificación de la etapa |                      |                        |                 |
| Ciclista | Ciclista             | Equipo                 | Tiempo          |
| 1.º | Nelson Soto Martínez | Caja Rural-Seguros RGA | 3 h 01 min 46 s |
| 2.º | Carlos Barbero       | Movistar Team          | + 0 s           |
| 3.º | Enrique Sanz         | Euskadi-Murias         | + 0 s           |
| 4.º | Domingos Gonçalves   | Rádio Popular-Boavista | + 0 s           |
| 5.º | Alexander Vdovin     | Lokosphinx             | + 0 s           |
| 6.º | Fabio Duarte         | Manzana Postobón       | + 0 s           |
| 7.º | Egoitz Fernández     | Team Ukyo              | + 0 s           |
| 8.º | Rafael Silva         | Efapel                 | + 0 s           |
| 9.º | Luís Mendonça        | Aviludo-Louletano-Uli  | + 0 s           |
| 10.º | Jetse Bol            | Manzana Postobón       | + 0 s           |

| \| Clasificación general \| Clasificación general \| Clasificación general \| Clasificación general \| Clasificación general \| \| Ciclista \| Ciclista \| Equipo \| Tiempo \| \| \| --------------------- \| --------------------- \| ----------------------- \| --------------------- \| --------------------- \| \| 1.º \| Fabio Duarte \| Manzana Postobón \| 7 h 10 min 02 s \| \| \| 2.º \| Edgar Pinto \| Vito-Feirense-BlackJack \| + 0 s \| \| \| 3.º \| Xuban Errazkin \| Vito-Feirense-BlackJack \| + 0 s \| \| \| 4.º \| Pablo Torres \| Burgos-BH \| + 0 s \| \| \| 5.º \| Jaime Rosón \| Movistar Team \| + 0 s \| \| \| 6.º \| Jonathan Caicedo \| Medellín \| + 0 s \| \| \| 7.º \| Alexandr Yevtushenko \| Lokosphinx \| + 0 s \| \| \| 8.º \| César Fonte \| W52-FC Porto \| + 0 s \| \| \| 9.º \| Gustavo César Veloso \| W52-FC Porto \| + 0 s \| \| \| 10.º \| Germán Chaves \| Coldeportes-Zenú \| + 0 s \| \| |                      |                         |                 |
| |                      |                         |                 |
| |                      |                         |                 |
| Clasificación general |                      |                         |                 |
| Ciclista | Ciclista             | Equipo                  | Tiempo          |
| 1.º | Fabio Duarte         | Manzana Postobón        | 7 h 10 min 02 s |
| 2.º | Edgar Pinto          | Vito-Feirense-BlackJack | + 0 s           |
| 3.º | Xuban Errazkin       | Vito-Feirense-BlackJack | + 0 s           |
| 4.º | Pablo Torres         | Burgos-BH               | + 0 s           |
| 5.º | Jaime Rosón          | Movistar Team           | + 0 s           |
| 6.º | Jonathan Caicedo     | Medellín                | + 0 s           |
| 7.º | Alexandr Yevtushenko | Lokosphinx              | + 0 s           |
| 8.º | César Fonte          | W52-FC Porto            | + 0 s           |
| 9.º | Gustavo César Veloso | W52-FC Porto            | + 0 s           |
| 10.º | Germán Chaves        | Coldeportes-Zenú        | + 0 s           |

### 3.ª etapa
| Madrid - Madrid | etapa llana | (100 km) |

| \| Clasificación de la etapa \| Clasificación de la etapa \| Clasificación de la etapa \| Clasificación de la etapa \| Clasificación de la etapa \| \| Ciclista \| Ciclista \| Equipo \| Tiempo \| \| \| ------------------------- \| ------------------------- \| ------------------------- \| ------------------------- \| ------------------------- \| \| 1.º \| Carlos Barbero \| Movistar Team \| 2 h 11 min 12 s \| \| \| 2.º \| Óscar Pelegrí \| Rádio Popular-Boavista \| + 0 s \| \| \| 3.º \| Luís Mendonça \| Aviludo-Louletano-Uli \| + 0 s \| \| \| 4.º \| Enrique Sanz \| Euskadi-Murias \| + 0 s \| \| \| 5.º \| Edgar Pinto \| Vito-Feirense-BlackJack \| + 0 s \| \| \| 6.º \| Johan Colón \| Coldeportes-Zenú \| + 0 s \| \| \| 7.º \| Rafael Silva \| Efapel \| + 0 s \| \| \| 8.º \| César Fonte \| W52-FC Porto \| + 0 s \| \| \| 9.º \| Jonathan Caicedo \| Medellín \| + 0 s \| \| \| 10.º \| Fabio Duarte \| Manzana Postobón \| + 0 s \| \| |                  |                         |                 |
| |                  |                         |                 |
| |                  |                         |                 |
| Clasificación de la etapa |                  |                         |                 |
| Ciclista | Ciclista         | Equipo                  | Tiempo          |
| 1.º | Carlos Barbero   | Movistar Team           | 2 h 11 min 12 s |
| 2.º | Óscar Pelegrí    | Rádio Popular-Boavista  | + 0 s           |
| 3.º | Luís Mendonça    | Aviludo-Louletano-Uli   | + 0 s           |
| 4.º | Enrique Sanz     | Euskadi-Murias          | + 0 s           |
| 5.º | Edgar Pinto      | Vito-Feirense-BlackJack | + 0 s           |
| 6.º | Johan Colón      | Coldeportes-Zenú        | + 0 s           |
| 7.º | Rafael Silva     | Efapel                  | + 0 s           |
| 8.º | César Fonte      | W52-FC Porto            | + 0 s           |
| 9.º | Jonathan Caicedo | Medellín                | + 0 s           |
| 10.º | Fabio Duarte     | Manzana Postobón        | + 0 s           |

## Clasificaciones finales
Las clasificaciones finalizaron de la siguiente forma:

### Clasificación general
| \| Clasificación general \| Clasificación general \| Clasificación general \| Clasificación general \| Clasificación general \| \| Ciclista \| Ciclista \| Equipo \| Tiempo \| \| \| --------------------- \| --------------------- \| ----------------------- \| --------------------- \| --------------------- \| \| 1.º \| Edgar Pinto \| Vito-Feirense-BlackJack \| 9 h 21 min 14 s \| \| \| 2.º \| Fabio Duarte \| Manzana Postobón \| + 0 s \| \| \| 3.º \| Jonathan Caicedo \| Medellín \| + 0 s \| \| \| 4.º \| Jaime Rosón \| Movistar Team \| + 0 s \| \| \| 5.º \| Xuban Errazkin \| Vito-Feirense-BlackJack \| + 0 s \| \| \| 6.º \| César Fonte \| W52-FC Porto \| + 0 s \| \| \| 7.º \| Pablo Torres \| Burgos-BH \| + 0 s \| \| \| 8.º \| Germán Chaves \| Coldeportes-Zenú \| + 0 s \| \| \| 9.º \| Dmitri Strajov \| Lokosphinx \| + 0 s \| \| \| 10.º \| Ricardo Mestre \| W52-FC Porto \| + 0 s \| \| |                  |                         |                 |
| |                  |                         |                 |
| Fuente: ProCyclingStats |                  |                         |                 |
| Clasificación general |                  |                         |                 |
| Ciclista | Ciclista         | Equipo                  | Tiempo          |
| 1.º | Edgar Pinto      | Vito-Feirense-BlackJack | 9 h 21 min 14 s |
| 2.º | Fabio Duarte     | Manzana Postobón        | + 0 s           |
| 3.º | Jonathan Caicedo | Medellín                | + 0 s           |
| 4.º | Jaime Rosón      | Movistar Team           | + 0 s           |
| 5.º | Xuban Errazkin   | Vito-Feirense-BlackJack | + 0 s           |
| 6.º | César Fonte      | W52-FC Porto            | + 0 s           |
| 7.º | Pablo Torres     | Burgos-BH               | + 0 s           |
| 8.º | Germán Chaves    | Coldeportes-Zenú        | + 0 s           |
| 9.º | Dmitri Strajov   | Lokosphinx              | + 0 s           |
| 10.º | Ricardo Mestre   | W52-FC Porto            | + 0 s           |

### Clasificación de la regularidad (por puntos)
| Clasificación por puntos | Clasificación por puntos | Clasificación por puntos | Clasificación por puntos | Clasificación por puntos |
| Ciclista                 | Ciclista                 | Equipo                   | Puntos                   |                          |
| ------------------------ | ------------------------ | ------------------------ | ------------------------ | ------------------------ |
| 1.º                      | Carlos Barbero           | Movistar Team            | 45 pts                   |                          |
| 2.º                      | Edgar Pinto              | Vito-Feirense-BlackJack  | 40 pts                   |                          |
| 3.º                      | Enrique Sanz             | Euskadi-Murias           | 30 pts                   |                          |
| 4.º                      | Jonathan Caicedo         | Medellín                 | 27 pts                   |                          |
| 5.º                      | Fabio Duarte             | Manzana Postobón         | 26 pts                   |                          |
| 6.º                      | Nelson Soto Martínez     | Caja Rural-Seguros RGA   | 25 pts                   |                          |
| 7.º                      | Luís Mendonça            | Aviludo-Louletano-Uli    | 23 pts                   |                          |
| 8.º                      | Óscar Pelegrí            | Rádio Popular-Boavista   | 22 pts                   |                          |
| 9.º                      | Xuban Errazkin           | Vito-Feirense-BlackJack  | 17 pts                   |                          |
| 10.º                     | Rafael Silva             | Efapel                   | 17 pts                   |                          |

### Clasificación de la montaña
| Clasificación de la montaña | Clasificación de la montaña | Clasificación de la montaña | Clasificación de la montaña | Clasificación de la montaña |
| Ciclista                    | Ciclista                    | Equipo                      | Puntos                      |                             |
| --------------------------- | --------------------------- | --------------------------- | --------------------------- | --------------------------- |
| 1.º                         | Jaime Rosón                 | Movistar Team               | 12 pts                      |                             |
| 2.º                         | Miguel Ángel Rubiano        | Coldeportes-Zenú            | 6 pts                       |                             |
| 3.º                         | Germán Chaves               | Coldeportes-Zenú            | 6 pts                       |                             |
| 4.º                         | Jaime Castrillo             | Movistar Team               | 5 pts                       |                             |
| 5.º                         | Txomin Juaristi             | Fundación Euskadi           | 4 pts                       |                             |
| 6.º                         | Jonathan Caicedo            | Medellín                    | 4 pts                       |                             |
| 7.º                         | Gustavo César Veloso        | W52-FC Porto                | 2 pts                       |                             |
| 8.º                         | Sergio Higuita              | Manzana Postobón            | 2 pts                       |                             |
| 9.º                         | Marcos Jurado               | Efapel                      | 2 pts                       |                             |
| 10.º                        | Juan Pablo Villegas         | Manzana Postobón            | 2 pts                       |                             |

### Clasificación de los metas volantes
| Clasificación de las metas volantes | Clasificación de las metas volantes | Clasificación de las metas volantes | Clasificación de las metas volantes | Clasificación de las metas volantes |
| Ciclista                            | Ciclista                            | Equipo                              | Puntos                              |                                     |
| ----------------------------------- | ----------------------------------- | ----------------------------------- | ----------------------------------- | ----------------------------------- |
| 1.º                                 | Marcos Jurado                       | Efapel                              | 13 pts                              |                                     |
| 2.º                                 | Miguel Ángel Rubiano                | Coldeportes-Zenú                    | 9 pts                               |                                     |
| 3.º                                 | Sergio Rodríguez Reche              | Euskadi-Murias                      | 8 pts                               |                                     |
| 4.º                                 | Fabio Duarte                        | Manzana Postobón                    | 3 pts                               |                                     |
| 5.º                                 | Lluís Mas                           | Caja Rural-Seguros RGA              | 3 pts                               |                                     |
| 6.º                                 | Txomin Juaristi                     | Fundación Euskadi                   | 3 pts                               |                                     |
| 7.º                                 | Daniel Mestre                       | Efapel                              | 3 pts                               |                                     |
| 8.º                                 | Jaime Rosón                         | Movistar Team                       | 2 pts                               |                                     |

### Clasificación sub-23
| Clasificación sub-23 | Clasificación sub-23 | Clasificación sub-23    | Clasificación sub-23 | Clasificación sub-23 |
| Ciclista             | Ciclista             | Equipo                  | Tiempo               |                      |
| -------------------- | -------------------- | ----------------------- | -------------------- | -------------------- |
| 1.º                  | Xuban Errazkin       | Vito-Feirense-BlackJack | 9 h 21 min 14 s      |                      |
| 2.º                  | Hugo Nunes           | Miranda-Mortágua        | + 2 min 29 s         |                      |
| 3.º                  | Sergio Higuita       | Manzana Postobón        | + 6 min 09 s         |                      |
| 4.º                  | Marc Buades          | Fundación Euskadi       | + 13 min 39 s        |                      |
| 5.º                  | Jaime Castrillo      | Movistar Team           | + 19 min 36 s        |                      |
| 6.º                  | Jorge Magalhães      | Miranda-Mortágua        | + 24 min 11 s        |                      |
| 7.º                  | Mikel Alonso Flores  | Fundación Euskadi       | + 24 min 11 s        |                      |
| 8.º                  | Gonçalo Carvalho     | Miranda-Mortágua        | + 30 min 10 s        |                      |
| 9.º                  | Francisco Campos     | Miranda-Mortágua        | + 33 min 33 s        |                      |
| 10.º                 | Joao Rocha           | Miranda-Mortágua        | + 34 min 17 s        |                      |

### Clasificación por equipos
| Clasificación por equipos | Clasificación por equipos     | Clasificación por equipos | Clasificación por equipos |
| Equipo                    | Equipo                        | Tiempo                    |                           |
| ------------------------- | ----------------------------- | ------------------------- | ------------------------- |
| 1.º                       | W52-FC Porto                  | 28 h 03 min 42 s          |                           |
| 2.º                       | Medellín-Éxito                | + 0 s                     |                           |
| 3.º                       | Coldeportes Zenú              | + 0 s                     |                           |
| 4.º                       | Lokosphinx                    | + 40 s                    |                           |
| 5.º                       | Manzana Postobón              | + 1 min 17 s              |                           |
| 6.º                       | Euskadi Basque Country-Murias | + 1 min 42 s              |                           |
| 7.º                       | Movistar Team                 | + 1 min 49 s              |                           |
| 8.º                       | Caja Rural-Seguros RGA        | + 2 min 00 s              |                           |
| 9.º                       | Efapel                        | + 3 min 09 s              |                           |
| 10.º                      | Burgos-BH                     | + 3 min 09 s              |                           |

## Evolución de las clasificaciones
| Etapa                   | Vencedor                | Clasificación general | Clasificación de la regularidad | Clasificación de la montaña | Clasificación de las metas volantes | Clasificación sub-23 (sin maillot) | Clasificación por equipos |
| ----------------------- | ----------------------- | --------------------- | ------------------------------- | --------------------------- | ----------------------------------- | ---------------------------------- | ------------------------- |
| 1.ª                     | Edgar Pinto             | Edgar Pinto           | Edgar Pinto                     | Jaime Rosón                 | Sergio Rodríguez                    | Xuban Errazkin                     | W52-FC Porto              |
| 2.ª                     | Nelson Soto             | Fabio Duarte          | Edgar Pinto                     | Jaime Rosón                 | Sergio Rodríguez                    | Xuban Errazkin                     | W52-FC Porto              |
| 3.ª                     | Carlos Barbero          | Edgar Pinto           | Carlos Barbero                  | Jaime Rosón                 | Marcos Jurado                       | Xuban Errazkin                     | W52-FC Porto              |
| Clasificaciones finales | Clasificaciones finales | Edgar Pinto           | Carlos Barbero                  | Jaime Rosón                 | Marcos Jurado                       | Xuban Errazkin                     | W52-FC Porto              |

## UCI World Ranking
El Vuelta a la Comunidad de Madrid otorga puntos para el UCI Europe Tour 2018 y el UCI World Ranking, este último para corredores de los equipos en las categorías UCI WorldTeam, Profesional Continental y Equipos Continentales. Las siguientes tablas muestran el baremo de puntuación y los 10 corredores que obtuvieron más puntos:
| Posición              | 1.º | 2.º | 3.º | 4.º | 5.º | 6.º | 7.º | 8.º | 9.º | 10.º | 11.º | 12.º | 13.º-15.º | 16.º-25.º |
| Clasificación general | 125 | 85  | 70  | 60  | 50  | 40  | 35  | 30  | 25  | 20   | 15   | 10   | 5         | 3         |
| Por etapa             | 14  | 5   | 3   |     |     |     |     |     |     |      |      |      |           |           |
| Líder                 | 3   |     |     |     |     |     |     |     |     |      |      |      |           |           |

| Clasificación | Clasificación    | Clasificación           | Clasificación | Clasificación | Clasificación | Clasificación |
| Posición      | Ciclista         | Equipo                  | General       | Etapa         | Líder         | Total         |
| ------------- | ---------------- | ----------------------- | ------------- | ------------- | ------------- | ------------- |
| 1.º           | Edgar Pinto      | Vito-Feirense-Blackjack | 125           | 14            | 3             | 142           |
| 2.º           | Fabio Duarte     | Manzana Postobón        | 85            | -             | 3             | 88            |
| 3.º           | Jonathan Caicedo | Medellín                | 70            | 5             | -             | 75            |
| 4.º           | Jaime Rosón      | Movistar                | 60            | -             | -             | 60            |
| 5.º           | Xuban Errazkin   | Vito-Feirense-Blackjack | 50            | 3             | -             | 53            |
| 6.º           | César Fonte      | W52-FC Porto            | 40            | -             | -             | 40            |
| 7.º           | Pablo Torres     | Burgos-BH               | 35            | -             | -             | 35            |
| 8.º           | Germán Chaves    | Coldeportes Zenú        | 30            | -             | -             | 30            |
| 9.º           | Dmitry Strakhov  | Lokosphinx              | 25            | -             | -             | 25            |
| 10.º          | Carlos Barbero   | Movistar                | 3             | 19            | -             | 22            |